# Il meglio (Mimmo Locasciulli)
Il meglio è una raccolta del cantautore italiano Mimmo Locasciulli, pubblicata nel 1999 dall'etichetta discografica MR Music.

## Descrizione
Il disco include 14 brani, selezionati tra i più rappresentativi della sua carriera, tra le tracce più celebri troviamo Sognadoro, Cara Lucia, Buona fortuna e Confusi in un playback.
Prodotta da MR Music e distribuita da D.V. More Record. 

## Tracce
CD (MR Music, MRCD 4185)
1. Pixi Dixie Fixi – 3:05
2. Sognadoro – 4:35
3. Due amiche – 3:44
4. Canzone di sera – 3:06
5. Due ore – 3:27
6. Siamo noi – 3:58
7. Cara Lucia – 4:24
8. Intorno a trent'anni – 4:06
9. Confusi in un playback – 4:45
10. Buona fortuna – 5:16
11. Piccola luce – 4:36
12. Ballando – 4:20
13. Luna vagabonda – 4:02
14. Natalina – 3:21

Durata totale: 56:45